# 이교문
이교문 (李敎文, 1846년 4월 21일 ~ 1914년 2월 12일)은 조선시대 말기의 성리학자이자 대한제국기의 항일 의병장이다. 본관은 성주(星州)이다. 개화파 정치인이자 독립운동가 송재 서재필, 갑신정변으로 처형당한 개화파 인사 서재창은 이복 고모의 아들들로 그의 외사촌 동생들이었다. 노사 기정진의 문인이다. 전라남도 출신.

## 생애
전라남도 보성군 출신으로 저명한 유교 성리학자 이지용(李志容)의 아들로 태어났다. 아버지 이지용은 60세의 나이에 출사하여 석성현감(石城縣監)을 역임하였다. 성주이씨 문경공 이직의 후손으로 증조부 이유원이 전라남도 보성군 문덕면에 정착하였고 할아버지 이기대는 보성군의 갑부로 가세를 일으켰다. 그러나 그의 배다른 고모의 아들인 서재필, 서재창이 갑신정변의 실패로 화를 당하기도 했다.
할아버지 이기대는 면암 최익현과 친분이 있었다. 재산을 일으킨 할아버지 이기대는 집안에 서재(書齋)를 마련하고 서적 수 천 권을 비치하고 있었다. 면암 최익현은 "책을 모으는 벽(癖)이 있어, 수백 수천권이 쌓였다"고 했다. 한말 호남사림의 지주인 노사 기정진은 "서재를 짓고 식량을 두어, 와서 읽는 사람에게 제공하였다. 이로 인해 부근의 인사들이 많이 성취했다. 흉년이 들면 살려낸 사람의 수가 심히 많았다"고 했다. 서재 현판은 추사 김정희가 썼다. 할아버지 이기대는 저명한 성리학자로 노사, 추사, 면암과 교유가 깊었다. 다섯째 사위가 바로 서광언이었다.
아버지 이지용(李志容) 역시 저명한 학자로 노사 기정진과 친분이 있었다. 동복에 살았던 실학자이자 발명가였던 하백원이 어릴 적 이지용의 시(詩)를 보고 찬탄했다고 한다. 과거를 거쳐 현감을 지냈다. 1876년 흉년이 들자 "선친의 유지"라며 24개 마을 사람들에게 곡식을 나눠주었다고 했다.
연좌제는 전라남도 보성군에 있던 친 외가에도 미쳤다. 가산은 탕진되고 가족은 이산되는 참변을 당해야만 했다. 그러나 서재필의 외사촌 형제인 이교문과 그의 아들 이일, 손자 이용순 등은 살아남았고, 일제 강점기 당시 항일 독립운동에 가담하였다. 갑신정변의 실패와 서재필 일가족이 몰살당한 소식이 외가인 보성군 문덕면 가내마을에 전해지자 이교문의 친척들은 약사발을 든 금부도사나 포졸들이 나타나지 않나 하고 문덕마을 어귀를 수시로 내다보며 오랫동안 전전긍긍했다 한다.
아버지와 할아버지의 인연으로 노사 기정진에게 학문을 배웠고, 노사의 손자 기우만과 벗하고 지냈다. 그러나 갑신정변의 실패 이후 관직에 나가지 않고 성리학 학문을 연마하며 후학 양성으로 소일하였다. 훗날 기우만은 단발령 이후부터 의병을 주도했던 인물로 이교문은 1894년 시국 타개책을 상소하기도 했다. 을사조약이 체결되자 이교문은 면암 최익현과 함께 충청도에서 거병하려다 뜻대로 되지 않자 화순 쌍봉사를 근거지로 호남의병창의소를 세워 활동했다. 끝내 대마도에서 순절한 면암을 기리며 "河海(하해)가 마른다 해도 그 節義(절의)는 없어지지 않으리"라 했다. 보성출신 '담살이' 의병장 안규홍을 도왔고, 일본군에 체포되어 고문을 받았다.
망명 후 망명생활과 인종 차별을 견디다 못한 서재필은 유일한 생존 친척인 이기대 일족에게 편지를 보냈다. 그러나 서재필이 편지를 보낼 때마다 그의 집안 사람들은 서재필의 편지를 찢어버리거나 불에 태워버렸다. 해방 직후까지도 가내마을에서는 서재필이 편지를 보내면, 보낸 편지들을 찢어버리거나 불에 태웠다. 서재필의 편지를 받아서 유일하게 보관하던 것은 그의 아들 이일이었다. 이교문의 장남 이일(李鎰·1868~1927)도 독립운동에 나섰다. 미국에 있던 서재필과 주고 받았던 서신은 한국전쟁때 집과 함께 불타 없어졌다고 한다. 이일의 장남이 이용순(龍淳)으로 용순도 항일운동을 했다. 그의 3형제 모두 끝까지 창씨개명을 거부했다.

## 가족 관계
- 할아버지 : 이기대(李箕大, 다른 이름은 이영석, 1792년 ~ 1858년, 참판 역임)
- 할머니 : 장흥 임씨, 1남 5녀, 5녀가 서재필, 서재창 형제의 어머니이다.[1]
- 할머니 : 경주 김씨, 1남
- 아버지 : 이지용(李志容, 1825년 ~ 1891년)
- 어머니 : 미상
  - 아들 : 이일(李鎰, 1868년 - 1927년)
    - 손자 : 이용순(李龍淳), 독립운동가

  - 아들 : 이름 미상

## 같이 보기
| - 갑신정변 - 서재필 - 서재창 - 기정진 - 기삼연 - 김옥균 - 송진우 - 장덕수 - 김규식 - 김성수 - 김정희 - 최익현 | - 우정국 - 이용순 - 서광범 - 박영효 - 윤치호 - 홍영식 - 장덕수 - 김준연 - 신돌석 - 임병직 |